# 狮寨镇
狮寨镇，是中华人民共和国广西壮族自治区梧州市苍梧县下辖的一个乡镇级行政单位。

## 行政区划
狮寨镇下辖以下地区：
狮寨社区、狮寨村、龙江村、庆安村、古东村、森关村、木皮村、岛朝村、王水村、大昌村、永生村、安乐村和思丰村。